# Social Ramos Clube

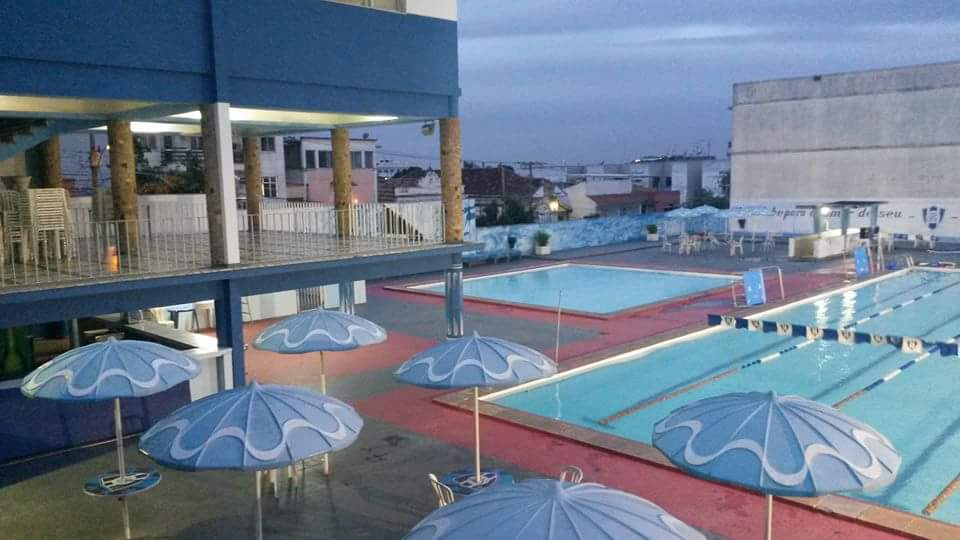
Estrutura do Ramos Social Clube

Social Ramos Clube é um clube de atividades sociais da cidade do Rio de Janeiro localizado no bairro de Ramos. Foi neste clube que o futebolista Ronaldo atuou no começo da década de 90. 
localizado na 
R. Áureliano Lessa, 97 - Ramos, Rio de Janeiro - RJ, 21060-080